# Axel Westman
Axel Edvard Westman, född 29 december 1894 i Hedvig Eleonora församling, Stockholm, död 29 maj 1960 i Oscars församling, Stockholm, var en svensk läkare, professor.
Westman blev student 1913 och studerade därefter vid Karolinska institutet, där han blev medicine kandidat 1917 och  medicine licentiat 1922. År 1926 disputerade han där för medicine doktorsgraden på avhandlingen A contribution to the question of the transit of the ovum from ovary to uterus in rabbits och blev 1927 docent i obstetrik och gynekologi vid nämnda institut. Efter förordnanden, bland annat vid Allmänna barnbördshuset, 1925-30 var han biträdande lärare i dessa ämnen vid Karolinska institutet 1929-32 och extra överläkare på provisoriska obstetriska avdelningen vid Sabbatsbergs sjukhus 1931-32. Han var professor i obstetrik och gynekologi vid Uppsala universitet och överläkare vid Akademiska sjukhuset 1932-35, professor i samma ämnen vid Lunds universitet och överläkare vid länslasarettet i Lund 1935-42 och professor vid Karolinska institutet i samma ämnen och överläkare vid Karolinska sjukhusets kvinnoklinik 1942-60. 
Han författade en mängd skrifter, vilka behandlar ett flertal fält inom hans ämnen, däribland äggledarnas funktion, äggstocks- hypofys- och binjurefunktionerna samt sterilitet hos kvinnor och dess behandling. Han startade 1948 tidskriften Acta endocrinologica, för vilken han var huvudredaktör, och var från 1949 även huvudredaktör för Acta obstetricia et gynecologica Scandinavica. Han blev ledamot av Fysiografiska sällskapet i Lund 1935, av Vetenskapsakademien 1939 och var dess preses 1954-55, ledamot av Medicinalstyrelsens vetenskapliga råd 1946 samt av medicinska Nobelkommittén 1955. Sistnämnda år promoverades han till hedersdoktor i Kiel.